# J-League de 2016
A Meiji Yasuda J-League de 1995 foi a 24 edição da liga de futebol japonesa profissional J-League. Foi iniciada em março e terminou em novembro de 2016.
O campeonato tem 18 clubes. O Sanfrecce Hiroshima é o atual campeão.

## Classificação acumulada
| Pos | Equipe                 | Pts | J  | V  | E  | D  | GP | GC | SG  | Classificação ou descenso                                                     |
| --- | ---------------------- | --- | -- | -- | -- | -- | -- | -- | --- | ----------------------------------------------------------------------------- |
| 1   | Urawa Red Diamonds (Q) | 74  | 34 | 23 | 5  | 6  | 61 | 28 | +33 | Liga dos Campeões da AFC de 2017 e Final da J. League Championship.           |
| 2   | Kawasaki Frontale (Q)  | 72  | 34 | 22 | 6  | 6  | 68 | 39 | +29 | Liga dos Campeões da AFC de 2017 e primeira rodada da J. League Championship. |
| 3   | Kashima Antlers (Q)    | 59  | 34 | 18 | 5  | 11 | 53 | 34 | +19 | Liga dos Campeões da AFC de 2017 e primeira rodada da J. League Championship. |
| 4   | Gamba Osaka            | 58  | 34 | 17 | 7  | 10 | 53 | 42 | +11 |                                                                               |
| 5   | Omiya Ardija           | 56  | 34 | 15 | 11 | 8  | 41 | 36 | +5  |                                                                               |
| 6   | Sanfrecce Hiroshima    | 55  | 34 | 16 | 7  | 11 | 58 | 40 | +18 |                                                                               |
| 7   | Vissel Kobe            | 55  | 34 | 16 | 7  | 11 | 56 | 43 | +13 |                                                                               |
| 8   | Kashiwa Reysol         | 54  | 34 | 15 | 9  | 10 | 52 | 44 | +8  |                                                                               |
| 9   | FC Tokyo               | 52  | 34 | 15 | 7  | 12 | 39 | 39 | 0   |                                                                               |
| 10  | Yokohama F. Marinos    | 51  | 34 | 13 | 12 | 9  | 53 | 38 | +15 |                                                                               |
| 11  | Sagan Tosu             | 46  | 34 | 12 | 10 | 12 | 36 | 37 | −1  |                                                                               |
| 12  | Vegalta Sendai         | 43  | 34 | 13 | 4  | 17 | 39 | 48 | −9  |                                                                               |
| 13  | Júbilo Iwata           | 36  | 34 | 8  | 12 | 14 | 37 | 50 | −13 |                                                                               |
| 14  | Ventforet Kofu         | 31  | 34 | 7  | 10 | 17 | 32 | 58 | −26 |                                                                               |
| 15  | Albirex Niigata        | 30  | 34 | 8  | 6  | 20 | 33 | 49 | −16 |                                                                               |
| 16  | Nagoya Grampus (R)     | 30  | 34 | 7  | 9  | 18 | 38 | 58 | −20 | Descenso a J2 League 2017                                                     |
| 17  | Shonan Bellmare (R)    | 27  | 34 | 7  | 6  | 21 | 30 | 56 | −26 | Descenso a J2 League 2017                                                     |
| 18  | Avispa Fukuoka (R)     | 19  | 34 | 4  | 7  | 23 | 26 | 66 | −40 | Descenso a J2 League 2017                                                     |

## Artilheiros
Atualizado até 3 de novembro de 2016
| Ranking | Jogador         | Clube                         | Gols |
| ------- | --------------- | ----------------------------- | ---- |
| 1       | Leandro         | Vissel Kobe                   | 19   |
| 1       | Peter Utaka     | Sanfrecce Hiroshima           | 19   |
| 3       | Cristiano       | Ventforet Kofu/Kashiwa Reysol | 16   |
| 4       | Yoshito Okubo   | Kawasaki Frontale             | 15   |
| 4       | Yu Kobayashi    | Kawasaki Frontale             | 15   |
| 6       | Shinzo Koroki   | Urawa Red Diamonds            | 14   |
| 6       | Jay Bothroyd    | Jubilo Iwata                  | 14   |
| 8       | Yohei Toyoda    | Sagan Tosu                    | 13   |
| 9       | Diego Oliveira  | Kashiwa Reysol                | 12   |
| 9       | Kazuma Watanabe | Vissel Kobe                   | 12   |
| 9       | Yuki Muto       | Urawa Red Diamonds            | 12   |

Fonte: J. League Data Site